# Bệnh viện Đa khoa Thảo Nguyên
Bệnh viện Đa khoa Thảo Nguyên là bệnh viện cấp huyện ở tỉnh Sơn La do Bộ Nông nghiệp quản lý. Bệnh viện có vai trò y tế cho 14 xã thuộc huyện Vân Hồ và thị trấn Nông trường Mộc Châu.

## Lịch sử
Bệnh viện Đa khoa Thảo Nguyên có tiền thân là Bệnh viện Nông trường Mộc Châu trực thuộc Bộ Nông nghiệp quản lý. Năm 2006, bệnh viện được chính phủ chuyển giao cho Ủy ban nhân dân tỉnh Sơn La quản lý.
Năm 2016, tại bệnh viện đã có các ca sinh từ thụ tinh nhân tạo. Cho đến 2019, bệnh viện là cơ sở duy nhất thực hiện được nội soi tuyến giáp, năng lực bệnh viện cũng hoàn thành 70% phân tuyến kỹ thuật. Năm 2019, có 16.000 lượt điều trị nội trú tại bệnh viện. Năm 2020, bệnh viện đã điều trị cho hơn 83.000 lượt bệnh nhân. Trong năm 2020, đây là bệnh viện đầu tiên của tỉnh triển khai kỹ thuật điều trị tiêu sợi huyết trong đột quỵ não cấp.
Bệnh viện đã có một ca nuôi trẻ sơ sinh chỉ nặng có 0,65 kg do sinh non.

## Lãnh đạo
- Giám đốc: TS. BS.Trần Hữu Hùng
- Phó Giám đốc : , BS. CK1. Phạm Hồng Sơn, BS. CK1. Nguyễn Văn Khương

## Huân chương
Huân chương Lao động hạng Ba.